# Santo Firme
Santo Firme, Santofirme o Santufirme, en asturiano, es un monte del concejo de Llanera del Principado de Asturias, España. Tiene uno de los picos más elevado del concejo.
En su cima se encuentra en un área recreativa donde se celebra, el 1 de mayo, una romería campestre en la que los mozos y mozas de Llanera se acercan hasta este monte con el bollu preñau y la botella de sidra.
En una de sus laderas se puede encontrar el pequeño núcleo de Mundín, pero las localidades de mayor entidad y que están en las faldas del monte son Lugo de Llanera y Posada de Llanera. 

## Geografía
Se encuentra al norte de Posada y Lugo de Llanera, formando parte de una línea de cerros que conforman el límite septentrional de la cuenca de Llanera, en el centro de Asturias. Otras cumbres son las conocidas como Robledo, La Campana y Peñaferraz. Santofirme es la más occidental de ellas y la de mayor altitud, siendo el resto de apenas 200 m. Todas ellas tienen un relieve bastante maduro.

### Vértice geodésico
Cerca de su cumbre, en las proximidades de una antigua explotación a cielo abierto de carbón, se sitúa uno de los tres vértices geodésicos del concejo de Llanera. El vértice, denominado Santo Firme, se identifica con el número 2907 y la base de su pilar se encuentra a 438,189 m de altitud sobre el nivel medio del mar.

## Estratigrafía
Está constituido casi exclusivamente por materiales carboníferos, datados en el Namuriense-Westfaliense.

### Carbonífero
En Santo Firme aflora el carbonífero en un área de 18 km². Los materiales carboníferos forman un sinclinal con eje orientado SW-NE que fue objeto de laboreo para la extracción de carbón desde el siglo XIX hasta finales del siglo XX.

### Cima
La cima de Santofirme está constituida por una pudinga de 80 m de espesor que descansa directamente sobre los materiales carboníferos. Este conglomerados tiene diferente datación según las fuentes. Guillermo Schulz la menciona en su Descripcion geologica de la provincia de Oviedo (1858) como «pudinga silícea del Keuper» (Triásico). Llopis Lladó (1956) calificó este conglomerado como del Wealdense (Cretácico). Posteriormente situó su origen en la regresión kimmeridgiense (Jurásico) negando la adscripción al Permotrías por parte de Almela y Ríos (1962). El Mapa Geológico Nacional lo sitúa en el Albiense.

## Paleontología
El Carbonífero de Santofirme es una de las localizaciones de España en la que se hallaron insectos fósiles.

## Hidrología
Santofirme es divisoria de las cuencas del río Nora y del Aboño.

## Historia
En su falda sur fueron excavadas dos localizaciones, en los lugares de La Bérvola y Caraviés, por David Álvarez, de las que se extrajeron 108 piezas líticas del Paleolítico inferior.
Excavaciones realizadas cerca de la cima por Rogelio Estrada mostraron la existencia de restos de una posible torre y otros restos tardorromanos (en torno al siglo IV). Por su posición estratégica, dichas estructuras tendrían, posiblemente, una función militar de control de la red viaria.